# Wesmina Szikowa
Wesmina Szikowa, bułg. Весмина Шикова (ur. 3 października 1951 w Warnie) – bułgarska szachistka, mistrzyni międzynarodowa od 1971 roku.

## Kariera szachowa
Od końca lat 60. do połowy 80. XX wieku należała do ścisłej czołówki bułgarskich szachistek. Wielokrotnie startowała w finałach indywidualnych mistrzostw kraju, zdobywając 11 medali: złoty (1972), srebrny (1978) oraz dziewięć brązowych (1968, 1969, 1970, 1971, 1973, 1977, 1982, 1984, 1985). Dwukrotnie wystąpiła w reprezentacji Bułgarii na szachowych olimpiadach, w latach 1972 (Skopje, IV miejsce) oraz 1978 Buenos Aires (1978, VII miejsce).
Odniosła kilka sukcesów w turniejach międzynarodowych, m.in. w Sofii (1967 – V m., 1970 – II-III m.) oraz Halle (1969 – I m., 1970 – IV m., 1975 – V-VI m.). W 1972 uczestniczyła w rozegranym w Perniku turnieju strefowym (eliminacji mistrzostw świata).
Najwyższy ranking w karierze osiągnęła 1 stycznia 1989, z wynikiem 2175 punktów zajmowała wówczas 9. miejsce wśród bułgarskich szachistek. W 1996 zakończyła szachową karierę.